# Nikolčice
Nikolčice (deutsch Nikoltschitz, früher Nikolschitz) ist eine Gemeinde in Tschechien. Sie liegt sechs Kilometer nördlich von Hustopeče und gehört zum Okres Břeclav.

## Geographie

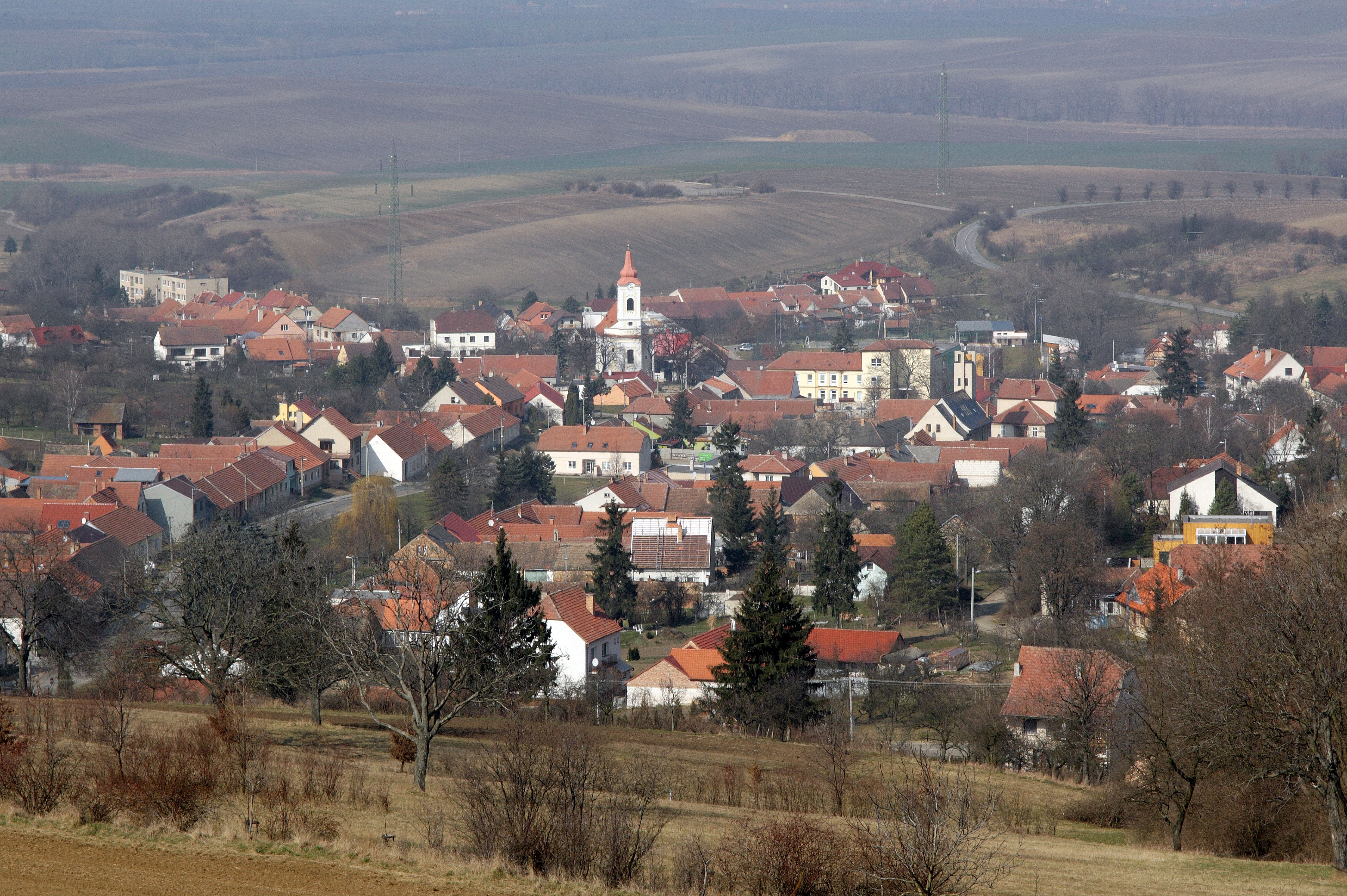
Nikolčice

Nikolčice befindet sich in den Hügeln der Boleradická vrchovina, eines westlichen Ausläufers des Steinitzer Waldes im Quelltal des Baches Nikolčický potok. Gegen Westen liegt das Tal der Svratka. Östlich erhebt sich der Lichy (331 m), im Südosten der Přední kout (410 m), südlich der Žerotínský vrch (381 m), im Südwesten der Liščí vrch (Fuchsberg, 374 m) und westlich die Křepická stará hora (Framberg, 322 m).
Nachbarorte sind Moutnice und Těšany im Norden, Šitbořice im Nordosten, Diváky im Osten, Boleradice und Horní Bojanovice im Südosten, Kurdějov und Hustopeče im Süden, Starovice und Nová Ves im Südwesten, Křepice im Westen sowie Nový Dvůr im Nordwesten.

## Geschichte
Die erste schriftliche Erwähnung von Mikulčice erfolgte 1046 in der Gründungsurkunde des Altbunzlauer Kollegiatkapitels, in der Herzog Břetislav I. den Ort zusammen mit weiteren Dörfern dem Kapitel schenkte. Später wurde das Dorf als Horní Mikulčice bzw. Nykulčice bezeichnet. Im Jahre 1353 wurde eine Feste erwähnt. Nach zahlreichen Besitzerwechseln wurde Nikolčice zu Beginn des 16. Jahrhunderts durch Wilhelm II. von Pernstein an die Herrschaft Seelowitz angeschlossen. Die Herren von Zierotin, welche seit 1564 Seelowitz besaßen, übten religiöse Toleranz aus. Nachdem Johann Dionys von Zierotin ohne männliche Nachkommen verstorben war, verkaufte die Erbengemeinschaft die Herrschaft am 13. Oktober 1616 für 400000 mährische Gulden an Adam  von Waldstein. Von den Waldsteinern kaufte der Obersthofkanzler Philipp Ludwig von Sinzendorf 1714 den Besitz. Seine drei Söhne Johann Wilhelm Oktavian, Karl Niklas und Joseph Bernard verkauften die Güter 1743 an den mährischen Oberstkämmerer Leopold von Dietrichstein. 1731 wurde in Nikolčice eine Lokalie eingerichtet. Am 10. Dezember 1819 erwarb Albert Kasimir von Sachsen-Teschen die Herrschaft von Franz Joseph von Dietrichstein. 1834 bestand das Dorf aus 164 Häusern und hatte 789 Einwohner, davon waren 538 Katholiken und 251 gehörten der evangelischen Kirche H.B. an. Bis zur Mitte des 19. Jahrhunderts blieb Nikolčice immer nach Seelowitz untertänig.
Nach der Aufhebung der Patrimonialherrschaften bildete Nikolčice/Nikolschitz ab 1850 eine Gemeinde in der Bezirkshauptmannschaft Auspitz. Nachdem die Bezirksstadt Auspitz und die südlichen Nachbarorte 1938 infolge des Münchner Abkommens dem Deutschen Reich zugeschlagen worden waren, lag Nikolčice an der deutschen Grenze. Die Gemeinde war danach bis 1945 dem Politischen Bezirk Brünn-Land und dem Gerichtsbezirk Židlochovice zugeordnet. Nach dem Ende des Zweiten Weltkriegs wurde der Okres Hustopeče wiederhergestellt. Nach dessen 1960 erfolgter Aufhebung gehört Nikolčice zum Okres Břeclav.
In Nikolčice befindet sich eine Grundschule, in der auch die Kinder aus Křepice, Diváky und Nový Dvůr unterrichtet werden. In der Umgebung des Dorfes bestehen große Weinberge.

## Gemeindegliederung
Für die Gemeinde Nikolčice sind keine Ortsteile ausgewiesen. Zu Nikolčice gehören die Ansiedlung Nový Dvůr (Neuhof) und das Hegerhaus Rumunská bažantnice. Grundsiedlungseinheiten sind Nikolčice und Nový Dvůr.

## Sehenswürdigkeiten
- Kirche Jakobus des Älteren, der Renaissancebau entstand 1775–1777 anstelle eines baufälligen Vorgängerbaus
- evangelische Kirche, sie entstand 1862 und wurde 1952 im Stil der Moderne umgestaltet